# Jędrzej Giertych
Jędrzej Giertych (ur. 7 stycznia 1903 w Sosnowcu, zm. 9 października 1992 w Londynie) – polski polityk, dyplomata i publicysta, porucznik rezerwy Polskiej Marynarki Wojennej, jeden z przywódców Stronnictwa Narodowego.

## Życie prywatne
Syn Franciszka (inżyniera, właściciela fabryki w Sosnowcu) i Janiny z Albrechtów, córki Andrzeja (zm. 1944). Jako piętnastolatek uczestniczył w rozbrajaniu Austriaków w Kielcach. W 1920 podczas wojny polsko-bolszewickiej służył ochotniczo w Wojsku Polskim, podczas Bitwy Warszawskiej został ranny. W latach 1921–1926 studiował prawo na Uniwersytecie Warszawskim. W 1925 uzyskał dyplom w warszawskiej Szkole Nauk Politycznych.
17 lutego 1931 ożenił się z Marią z Łuczkiewiczów, córką Włodzimierza, lwowskiego sędziego. Mieli dziewięcioro dzieci, z których dwie córki zostały zakonnicami. Starsza jest felicjanką, dyrektorką szkoły średniej dla dziewcząt w Mississauga pod Toronto w Kanadzie; młodsza, klawerianka, w zgromadzeniu założonym przez błogosławioną Marię Teresę Ledóchowską w Maastricht w Holandii, córki Małgorzata, Aleksandra i Barbara są polskimi publicystkami i działaczkami. Wojciech jest dominikaninem i Teologiem Domu Papieskiego. Starszy syn, Maciej został profesorem fizjologii drzew, a później kontynuował działalność polityczną ojca. Wnukiem Jędrzeja i synem Macieja jest Roman Giertych.
Jędrzej Giertych zmarł 9 października 1992 w Londynie. Został pochowany na cmentarzu Parafii Wszystkich Świętych w Kórniku (sektor 4-1-26).

## Harcerstwo
W okresie studiów prowadził intensywną działalność w ramach Wydziału Polskich Drużyn Harcerskich poza granicami Polski – Głównej Kwatery Związku Harcerstwa Polskiego, najpierw w charakterze współpracownika, a następnie kierownika tego wydziału. Polegała ona na utrzymywaniu kontaktów korespondencyjnych, organizowaniu obozów w Kraju dla polskiej młodzieży polonijnej, a także na wizytowaniu istniejących i zakładaniu nowych drużyn harcerskich w środowiskach polonijnych, jak również na współpracy z innymi organizacjami młodzieży.
Uczestniczył między innymi, w założeniu Harcerstwa Polskiego w Czechosłowacji i Związku Młodzieży Polskiej w Prusach Wschodnich, założył wiele nowych drużyn we Francji, w szczególności w Lotaryngii. Szczególną uwagę poświęcał harcerstwu polskiemu na ziemiach pozostających w granicach państwa niemieckiego: Śląsku Górnym i Opolskim, Wrocławiu, Pomorzu Środkowym, Warmii i Mazurach. Uczestniczył w międzynarodowych zlotach i spotkaniach organizacji skautowych. Nawiązał bliskie kontakty z łużyckimi działaczami narodowymi i stał się rzecznikiem polskiej pomocy kulturalnej dla Łużyc. Tematowi Łużyc, a także Śląska, Warmii i Mazur poświęcał swoje artykuły zamieszczone od 1922 na łamach „Kuriera Warszawskiego”. Został członkiem Zarządu Towarzystwa Przyjaciół Łużyc, członkiem Towarzystwa Przyjaciół Słowian i sekretarzem Komitetu Budowy Pomnika F. Chopina.
W 1926 podczas zamachu majowego razem z 80 zmobilizowanymi przez siebie harcerzami zgłosił się do wojska w obronie legalnego rządu.
W 1929 wydał własnym nakładem pierwszą książkę, tj. zbiór gawęd harcerskich, opatrzony tytułem: „My, nowe pokolenie!”. Jej drugie wydanie z 1937 opatrzone zostało listem prymasa Polski  Augusta Hlonda.
W styczniu 1931 Jędrzej Giertych objął stanowisko attaché kulturalnego w polskim konsulacie w Olsztynie (odrzucając uprzednio propozycje pracy w konsulacie we Frankfurcie nad Menem lub poselstwie w Teheranie). Fakt ten zbiegł się w czasie z osłabieniem jego aktywności w pracy w kierownictwie harcerstwa. Pracę instruktorską i wychowawczą, prowadził jeszcze przez rok następny.
Następnie postanowił poświęcić się wyłącznie polityce, zostając zawodowym politykiem Obozu Narodowego, na czym zakończył pracę w apolitycznym harcerstwie.

## Polityka
W latach 1927–1932 był pracownikiem Ministerstwa Spraw Zagranicznych. W ramach pracy w Ministerstwie w 1930 r. napisał książeczkę propagandową uzasadniającą polskie prawa do „korytarza”. Wydana została w językach angielskim, francuskim i niemieckim, pod pseudonimem Adam Tomas jako „The Polish Corridor and Peace”. Od 1931 był attaché konsularnym przy konsulacie w Olsztynie (wówczas niem. Allenstein). W 1932 został usunięty z MSZ i rozpoczął działalność polityczną w Obozie Wielkiej Polski (gdzie poznał Ryszarda Miłosza, swojego przyjaciela i współpracownika po 1945 roku) i Stronnictwie Narodowym, w 1935 wszedł do władz tego ostatniego.
W swojej publicystyce, na łamach dziennika „Głos Narodowy” prezentował poglądy silnie antysemickie i atakował domniemany spisek żydowski i masoński, który „polega na zdobyciu władzy [...] drogą okólną, przez przenikanie wszystkiemi szczelinami do aparatu państwowego”. W innym artykule wstępnym pisał: „Idźmy wciąż dalej i dalej w naszej walce z Żydami. Po zdobyciu straganów i sklepów – ruszmy do ataku na hurt, na wytwórnie i fabryki. Po dokonywującem się już stopniowo wymieceniu Żydów z drobnego, małomiasteczkowego handlu – wymiatajmy ich z miast większych oraz z zawodów robotniczych, z zawodów wolnych itd. Po stoczeniu walki o odżydzenie audytorjów uniwersyteckich – przystąpmy do walki o odżydzenie katedr. [...] Ta droga, choć powolna i mozolna i trudna, doprowadzi nas do zwycięstwa o wiele skuteczniej, niż oglądanie się na cudze rozgrywki” (19/05/1938). Poza tym odwoływał się do faszyzmu i nazizmu. W książce "O wyjściu z kryzysu" (1938 rok) pisał o sobie i innych radykalnych narodowcach: "jesteśmy jednym z ruchów, które, jak faszyzm we Włoszech, hitleryzm w Niemczech, obóz Salazara w Portugalii, karlizm i Falanga w Hiszpanii — obalają w krajach Europy stary system plutokratyczno-socjalistyczno-masoński i budują porządek nowy: porządek narodowy". Dla Giertycha rządy NSDAP w Niemczech były dobre dla Polski. Pisał: "Obóz narodowy uważa, że fakt istnienia rządów hitlerowskich w Niemczech jest dla Polski pożądany. Jest rzeczą konieczną, by Polska nie ustawała w swym zmaganiu z narodem niemieckim, ale nie ma żadnego powodu, abyśmy musieli walczyć z Hitlerem". Dostrzegał też rzekomo pozytywny wpływ hitleryzmu na samych Niemców: "Hitler przerwał ewolucję narodu niemieckiego w kierunku
plutokratycznym […] Położył tamę atomizacji społeczeństwa. Wyplenił pierwiastki kosmopolityczne". Jego zdaniem narodowy socjalizm był w 90 proc. zbieżny z polskim nacjonalizmem.
W kampanii wrześniowej brał udział w obronie Helu. Został wzięty do niewoli i w latach 1939–1945 przebywał w niemieckich obozach jenieckich. Podjął kilkanaście prób ucieczki (w tym z karnego Oflagu VIII „b” położonego w Twierdzy Srebrnogórskiej; uciekinierzy po kilku dniach dostali się ponownie w ręce niemieckie przy przejściu granicznym do Protektoratu Czech i Moraw), sześciokrotnie udało mu się wydostać poza teren obozów, najdłużej przebywał na wolności 12 dni. Giertych opisał te wszystkie  wojenne przygody w wydanych na emigracji książkach „Wrześniowcy” (1957) i „Europa w Niewoli” (1959), później wznowione w Polsce jako „Uciekinier” (2010) i „Ścigany” (2011).
Po II wojnie światowej wrócił do Polski, skąd wywiózł swoją żonę i sześcioro dzieci. Następnie do końca życia przebywał na emigracji w Wielkiej Brytanii, gdzie najpierw pracował fizycznie, a następnie jako nauczyciel języka francuskiego. Wydawał własne książki historyczne i publicystyczne, a także czasopisma „Ruch Narodowy” (Londyn 1955–1957) i „Horyzonty” (Paryż 1956–1971, wspólnie z Witoldem Olszewskim), a także m.in. książki Feliksa Konecznego (Towarzystwo imienia Romana Dmowskiego). W 1956 zgłosił gotowość przyjazdu do kraju i odbycia serii wykładów w celu osłabienia nastrojów antyradzieckich. W 1961 został usunięty z emigracyjnego Stronnictwa Narodowego w wyniku konfliktu z jego ówczesnym prezesem Tadeuszem Bieleckim (Jędrzej Giertych był oskarżany o skrajne poglądy i antysemityzm). Występował także przeciwko opozycji związanej z KOR-em. Popierał wprowadzenie stanu wojennego, w którym widział ratunek przed interwencją radziecką.
W PRL informacje na temat Jędrzeja Giertycha podlegały cenzurze. Jego nazwisko znajdowało się na specjalnej liście osób z całkowitym zakazem publikacji. Zalecenia cenzorskie dotyczące jego osoby zanotował Tomasz Strzyżewski, który w swojej książce o peerelowskiej cenzurze opublikował notkę informacyjną nr 9 z 1975 roku Głównego Urzędu Kontroli Prasy, Publikacji i Widowisk. Wytyczne dla cenzorów zawierały na liście autorów zakazanych jego nazwisko głosząc: „(...) w stosunku do niżej wymienionych pisarzy, naukowców i publicystów przebywających na emigracji (w większości współpracowników wrogich wydawnictw i środków propagandy antypolskiej) należy przyjąć zasadę bezwarunkowego eliminowania ich nazwisk oraz wzmianek o ich twórczości, poza krytycznymi, z prasy, radia i TV oraz publikacji nieperiodycznych o nienaukowym charakterze (literatura piękna, publicystyka, eseistyka)”.

## Wywód genealogiczny
| 4. Leopold Gertych       |  |                               |  |  |                     |
|                          |  | 2. Franciszek Ernest Giertych |  |  |                     |
| 5. Ludwika Maria Geilert |  |                               |  |  |                     |
|                          |  |                               |  |  | 1. Jędrzej Giertych |
| 6. Andrzej Albrecht      |  |                               |  |  |                     |
|                          |  | 3. Janina Albrecht            |  |  |                     |
| 7. Marianna Saska        |  |                               |  |  |                     |
|                          |  |                               |  |  |                     |

## Publikacje
- My Młode Pokolenie (1929)[19]
- Za północnym kordonem: (Prusy Wschodnie) (1934)
- Tragizm losów Polski (1936)
- Hiszpania bohaterska (1937)
- Na szlakach dziejowych Romana Dmowskiego (pod ps. Adama Wiernego) (1939)
- Polityka polska w dziejach Europy (1947)
- Polityka polska w dziejach Europy. Polityka Olszowskiego (1953)
- Wrześniowcy (1957)
- Europa w niewoli (1959)
- U źródeł katastrofy dziejowej Polski: Jan Amos Komensky (1964)
- Kulisy powstania styczniowego (1965)
- Rola dziejowa Dmowskiego (1968)
- W obliczu zamachu na Kościół (1969)
- Polski Obóz Narodowy (1977) (1978)
- Józef Piłsudski 1914–19 (1979–1982)
- Rozważania o Bitwie Warszawskiej 1920-go roku (1984)
- O Piłsudskim (1987)
- Uciekinier (2010)